# Longchamp (Côte-d’Or)
Longchamp település Franciaországban, Côte-d’Or megyében. Lakosainak száma 1168 fő (2022. január 1.). Longchamp Tellecey, Athée, Beire-le-Fort, Labergement-Foigney, Chambeire, Lamarche-sur-Saône és Collonges-et-Premières községekkel határos.

## Népesség
A település népességének változása:
| Lakosok száma | 729  | 854  | 949  | 1166 | 1177 | 1183 | 1168 | 1166 | 1163 | 1168 |
|               | 1968 | 1982 | 1999 | 2006 | 2012 | 2015 | 2017 | 2018 | 2020 | 2022 |